# 阿里爾 (喬治亞州)
阿里爾（英語：Aerial）是位於美國喬治亞州哈伯沙姆縣的一個非建制地區。該地的面積和人口皆未知。

## 地理
阿里爾的座標為34°39′52″N 83°38′40″W / 34.66444°N 83.64444°W，而該地的平均海拔高度為437米（即1434英尺）。